# Дар, Давид Яковлевич
Давид Яковлевич Дар (настоящая фамилия Рывкин; 11 (24) октября 1910, Санкт-Петербург — 16 сентября 1980, Иерусалим) — русский писатель-фантаст и журналист.

## Биография
После окончания школы-семилетки работал слесарем на Балтийском судостроительном заводе, учился в Ленинградском техникуме печати. С 1929 года работал журналистом. Во время Великой Отечественной войны лейтенант Рывкин-Дар был командиром разведроты, участвовал в боях на «Невском пятачке», был ранен разрывной пулей в ногу (1941), имел боевые награды: медаль «За отвагу», орден Отечественной войны 2-й степени. После ранения отправлен в госпиталь в Молотове, а затем служил в газете запасной дивизии, располагавшейся в Кунгуре В Перми познакомился с Верой Пановой. В 1944 году они вместе вернулись в Ленинград.
С 1948 года — член Союза писателей СССР.
В 1948 году организовал литературное объединение «Голос юности» при ДК Профтехобразования. Его посещали В. Соснора, А. Кушнер, В. Холоденко, В. Марамзин, И. Ефимов, Б. Вахтин, Д. Бобышев, О. Охапкин, К. Кузьминский, И. Люксембург, С. Довлатов, Ю. Мамлеев, Г. Горбовский и многие другие.
Был одним из активных участников кампании в защиту Иосифа Бродского. 19 мая 1967 года написал открытое письмо к IV Всесоюзному съезду Союза писателей с требованием «назвать своим подлинным именем такое явление, как бюрократический реализм, которое у нас стыдливо и лицемерно называется социалистическим реализмом». 13 ноября 1969 года обратился в секретариат Союза писателей СССР с открытым письмом против исключения Солженицына из СП.
В 1977 году эмигрировал в Израиль.

## Характеристики современников
…человек маленького роста, напоминавший сказочного тролля или карлика, а по теперешним книжным и мультяшным кумирам — и Карлсона, который, правда, жил не где-то на крыше, а в шикарной многокомнатной квартире на Марсовом поле.
<…>
До сих пор не знаю, что в этом человеке было ярче — внешность или интеллектуальное наполнение? Пожалуй, и то, и другое выглядело для многих неожиданным (для многих, впервые соприкасавшихся с умом и манерами Дара). То есть неожиданен был он при ближайшем рассмотрении, а где-нибудь в толпе, в уличной стремнине, вообще на «подмостках бытия» разглядеть его миниатюрную фигурку не всегда удавалось, особенно случайному, неподготовленному зрителю. Зато уж кто пригляделся к нему — тот понял: в карлике сем и форма, и содержание недюжинны.
Нос картошкой, губчатый, да и все лицо как бы из вулканической пемзы. Длинные волосы, огромный рот, во рту — гигантская трубка, увесистая и постоянно чадящая ароматным трубочным табаком. Дыхание хриплое, астматическое. Движения порывистые, как бы сопротивляющиеся болезни сердца и легких. Речь рассыпчата, невнятна, как бы с природным акцентом, не с акцентом иностранца, а с оттенками пришельца откуда-нибудь с гор, пустыни, словом — из мира одиночества.
<…>
О ваших стихах говорит, откинув голову назад, вынув трубку изо рта и чуть ли не плача — то ли от восторга, то ли от разочарования, то ли от едкого табачного дыма.— Глеб Горбовский

## Творчество
Автор нескольких книг прозы — «Господин Гориллиус» (антифашистский памфлет, 1941), «Рассказы о боевых друзьях» (1944), «10 000 км на велосипедах» (1960), «Богиня Дуня и другие невероятные истории» (1964), «Книга чудес, или Несколько маловероятных историй» (1968), «Прекрасные заботы юности» (1972), «Исповедь безответственного читателя» (1980), научно-популярных книг о К. Э. Циолковском («В добрый час», 1948; «Баллада о человеке и его крыльях», 1967). 
Наиболее полно его жизнь и творчество отражены в сборнике «Дар» (СПб., изд-во «Петербург—XXI век», 2005).
Иосиф Бродский в одном из интервью заметил:

Я его считаю прозаиком не прочитанным <…>. Для ленинградцев его писательское дарование заслонялось гениальностью его личности.

## Семья
Сын — Владимир Давидович Рывкин, инженер-технолог.
Дочь — Долорес (Лариса) Давидовна Паперно (в первом браке Баглай, англ. Lora Paperno), автор учебных материалов по русскому языку для англоязычных студентов, вторым браком замужем за филологом, литературоведом и переводчиком Вячеславом Паперно (англ. Slava Paperno).
Муж писательницы В. Ф. Пановой.

## Книги и публикации
- Рассказы о боевых друзьях. Молотов, 1944.
- В добрый час: Повесть о Циолковском. Л., 1948.
- Дар Д., Ельянов А. 10 000 км на велосипедах. Л.: Лениздат, 1960.
- Богиня Дуня и другие невероятные истории. М.; Л.: Советский писатель, 1964.
- Баллада о человеке и его крыльях (О К. Э. Циолковском). Л., Детлит, 1966; Л., Советский писатель, 1969.
- Книга чудес, или Несколько маловероятных историй. Л.: Лениздат, 1968.
- Дар Д., Ельянов А. Прекрасные заботы юности. Л., 1972.
- Исповедь безответственного читателя. Иерусалим: Тарбут, 1980.
- Проза и письма // СПБ. ж. Звезда. 1994. № 5.
- Письма к А. Л. Майзель // Вопросы литературы. 1996. № 2.